# Distretto di Gorzów
Il distretto di Gorzów (in polacco powiat gorzowski) è un distretto polacco appartenente al voivodato di Lubusz.

## Geografia antropica

### Suddivisioni amministrative
Il distretto comprende 7 comuni.
- Comuni urbani: Kostrzyn nad Odrą
- Comuni urbano-rurali: Witnica
- Comuni rurali: Bogdaniec, Deszczno, Kłodawa, Lubiszyn, Santok